# Symposiachrus mundus
Symposiachrus mundus là một loài chim trong họ Monarchidae.